# Allenstown (Nuevo Hampshire)
Allenstown es un pueblo ubicado en el condado de Merrimack en el estado estadounidense de Nuevo Hampshire. En el Censo de 2010 tenía una población de 4.322 habitantes y una densidad poblacional de 81,69 personas por km².

## Geografía
Allenstown se encuentra ubicado en las coordenadas 43°8′33″N 71°23′7″O / 43.14250, -71.38528. Según la Oficina del Censo de los Estados Unidos, Allenstown tiene una superficie total de 52.91 km², de la cual 52.62 km² corresponden a tierra firme y (0.54%) 0.28 km² es agua.

## Demografía
Según el censo de 2010, había 4.322 personas residiendo en Allenstown. La densidad de población era de 81,69 hab./km². De los 4.322 habitantes, Allenstown estaba compuesto por el 95.84% blancos, el 0.81% eran afroamericanos, el 0.35% eran amerindios, el 0.79% eran asiáticos, el 0.05% eran isleños del Pacífico, el 0.39% eran de otras razas y el 1.78% pertenecían a dos o más razas. Del total de la población el 1.83% eran hispanos o latinos de cualquier raza.